# 馬魯西涅
48°39′0″N 28°47′33″E / 48.65000°N 28.79250°E
馬魯西涅（烏克蘭語：Марусине），是烏克蘭的村落，位於該國西南部文尼察州，由圖利欽區負責管轄，面積0.16平方公里，海拔高度267米，2001年人口5，人口密度每平方公里30.49人。